# Monti Blackstairs
Le Blackstairs Mountains (in gaelico Na Staighrí Dubha) sono una catena montuosa irlandese che corre da Nord a Sud, lungo il confine tra le contee di Carlow e Wexford.
| Colline più alte     | Altitudine(m) | Ubicazione                 |
| -------------------- | ------------- | -------------------------- |
| Monte Leinster       | 793           | 52°37′01.2″N 6°46′40.8″W   |
| Blackstairs Mountain | 735           |                            |
| Black Rock Mountain  | 599           | 52°37′02.64″N 6°43′41.16″W |
| Knockroe             | 540           | 52°35′32.64″N 6°47′30.84″W |
| Slievebawn           | 520           | 52°38′20.04″N 6°48′34.56″W |
| Carrigroe            | 495           | 52°31′10.92″N 6°49′56.64″W |
| Carrigalachan        | 463           | 52°31′49.8″N 6°50′13.2″W   |
| Croaghaun            | 454           | 52°39′49.32″N 6°46′03.36″W |
| Slievebaun           | 444           | 52°31′58.08″N 6°48′01.8″W  |